# Spirale de Galilée
La spirale de Galilée est une courbe transcendante plane, dont l'équation en coordonnées polaires est :
{\displaystyle \rho =\alpha \varphi ^{2}-d,} où {\displaystyle d\geqslant 0.}
La spirale de Galilée peut être représentée comme la trajectoire d'un point également accéléré se déplaçant en ligne droite, et cette ligne droite tourne uniformément autour d'une partie de son propre point. Ainsi, l'équation peut être récrite en termes physiques ordinaires :
{\displaystyle {\begin{cases}\rho ={\frac {1}{2}}at^{2}+v_{0}t+\rho _{0}\\\theta =\omega t\end{cases}}}
Nommé en l'honneur de Galilée dans le cadre de ses travaux sur la théorie de la chute libre des corps. En effet, si nous prenons en compte la rotation de la Terre, la trajectoire de la pierre tombant de la tour (en négligeant les frottements) est une portion de spirale de Galilée.